# Список великих князей литовских
Список великих князей литовских — перечень князей (великих князей) бывших в Великом княжестве Литовском, Русском и Жемойтском.
Со времён Средневековья имеются различные варианты написания имён великих князей литовских, также существуют различные национальные традиции. Список предназначен для облегчения идентификации персонажей истории Великого княжества Литовского, Русского, Жомойтского.

## Титул
Название государства и титул правителя (господаря) не были постоянными и менялись в зависимости от изменения политических границ и перемен в государственном устройстве. В середине XIII — начале XIV веков государство именовали Литвой. Так, великий князь Миндовг короновался как «король Литвы». После присоединения к Литве Киевщины и других земель современной Украины правитель титуловался как «король литвинов и многих русинов». После включения в состав части современной Латвии великий князь литовский Гедимин титуловался как «король литвинов и русинов, владетель и князь Земгалии». После присоединения Жемайтии (центральной и западной части современной Литвы) в середине XV века правитель использовал титулатуру «великий князь… всее Литовское земли и Жомойтское и многих Руских земель». В Статуте 1529 года обозначено: «Права писаныя даны панству Великому князьству Литовскому, Рускому, Жомойтскому и иныя через наяснейшого пана Жикгимонта, з Божее милости короля полского, великого князя литовского, руского, пруского, жомойтского, мазовецкого и иных». Таким образом, в этот период развёрнутым официальным названием государства на западнорусском языке было «Великое князство Литовское, Руское, Жомойтское и иных [земель]».
После заключения Люблинской унии и присоединения земель современной Украины к Польше (1569 год) государство начало называться только Великим княжеством Литовским, хотя правитель продолжал титуловаться великим князем литовским, русским, прусским, жемайтским, мазовецким, а после присоединения в 1561 году Ливонии — и ливонским.
В официальных документах для обозначения государства использовались названия «Великое княжество Литовское», «господарство», «панство». Термин «Речь Посполитая» использовался как для обозначения только Великого княжества Литовского, так и в качестве названия всего польско-литовского государства.
На латыни название записывалось как Magnus Ducatus Lituaniae, по-польски — Wielkie Księstwo Litewskie.

## Наследные Великие князья Литовские до 1572 года
| Годы правления      | Портрет | Русское                          | Литовское                                       | Польское                   | Белорусское           |
| ------------------- | ------- | -------------------------------- | ----------------------------------------------- | -------------------------- | --------------------- |
| ок. 1236—1263       |         | Миндовг                          | Mindaugas (Ми́ндаугас)                           | Mindawg                    | Міндо́ўг               |
| 1263—1264           |         | Тро́йнат                          | Treniota (Трянёта)                              | Treniota                   | Траня́та               |
| 1264—1267           |         | Во́йшелк (Во́йшелг)                | Vaišelga (Ва́йшвилкас, Ва́йшялга)                 | Wojsiełk                   | Во́йшалк               |
| 1267—1269           |         | Шварн                            | Švarnas (Шва́рнас)                               | Szwarno                    | Шварн                 |
| 1269—1281           |         | Тро́йден                          | Traidenis (Трайдя́нис)                           | Trojden                    | Тра́йдзень (Тро́йдзень) |
| 1282—1285           |         | Довмо́нт                          | Daumantas (Дау́мантас)                           | Dowmunt                    | Даўмо́нт               |
| 1285—1290           |         | Будики́д                          | Butigeidis (Бутигя́йдис)                         | Butygejd                   | Будзікі́д              |
| 1290—1295           |         | Пукуве́р Будиви́д                  | Butvydas (Бу́твидас)                             | Butywid                    | Будзіві́д              |
| 1295—1316           |         | Ви́тень                           | Vytenis (Витя́нис)                               | Witenes                    | Ві́цень                |
| 1316—1341           |         | Гедими́н                          | Gediminas (Гядими́нас)                           | Giedymin                   | Гедзімі́н (Ґедымі́н)    |
| 1341—1345           |         | Евну́тий (Явну́т)                  | Jaunutis (Яуну́тис)                              | Jawnut                     | Яўну́т                 |
| 1345—1377           |         | Ольгерд                          | Algirdas (А́льгирдас)                            | Olgierd                    | Альге́рд               |
| 1377—1381 1382—1392 |         | Яга́йло                           | Jogaila (Йога́йла)                               | Władysław II Jagiełło      | Яга́йла                |
| 1381—1382           |         | Ке́йстут                          | Kęstutis (Кясту́тис)                             | Kiejstut                   | Кейсту́т               |
| 1392—1430           |         | Ви́товт                           | Vytautas (Ви́таутас)                             | Witold                     | Ві́таўт                |
| 1430—1432           |         | Свидрига́йло                      | Švitrigaila (Швитрига́йла)                       | Świdrygiełło               | Свідрыга́йла           |
| 1432—1440           |         | Сигизму́нд Ке́йстутович (Жигимо́нт) | Žygimantas Kęstutaitis (Жиги́мантас Кястута́йтис) | Zygmunt Kiejstutowicz      | Жыгімо́нт Кейсту́тавіч  |
| 1440—1492           |         | Казими́р Ягелло́нчик               | Kazimieras Jogailaitis (Кази́мерас Йогайла́йтис)  | Kazimierz IV Jagiellończyk | Казімі́р Ягело́нчык     |
| 1492—1506           |         | Алекса́ндр Ягелло́нчик             | Aleksandras (Алекса́ндрас)                       | Aleksander Jagiellończyk   | Алякса́ндр Ягело́нчык   |
| 1506—1548           |         | Сигизму́нд I Ста́рый               | Žygimantas I Senasis (Жиги́мантас Сяна́сис)       | Zygmunt I Stary            | Жыгімо́нт I Стары́      |
| 1548—1572           |         | Сигизму́нд II Авгу́ст              | Žygimantas II Augustas (Жиги́мантас Аугустас)    | Zygmunt II August          | Жыгімо́нт II А́ўгуст    |

## Выборные Великие князья Литовские 1573—1795 годов
| Годы правления                        | Портрет | Русское                         | Литовское                            | Польское                        | Белорусское                    |
| ------------------------------------- | ------- | ------------------------------- | ------------------------------------ | ------------------------------- | ------------------------------ |
| 1573—1574                             |         | Генрих Валуа                    | Henrikas Valua                       | Henryk Walezy                   | Генрых Валуа                   |
| 1575—1586 (вместе с мужем: 1576—1586) |         | Анна Ягеллонка                  | Ona Jogailaitė                       | Anna Jagiellonka                | Ганна Ягелонка                 |
| вместе с женой 1576—1586              |         | Стефан Баторий                  | Steponas Batoras                     | Stefan Batory                   | Стэфан Баторый                 |
| 1587—1632                             |         | Сигизмунд III Ваза              | Zigmantas III Vaza                   | Zygmunt III Waza                | Жыгімонт III Ваза              |
| 1632—1648                             |         | Владислав IV Ваза               | Vladislovas IV Vaza                  | Władysław IV Waza               | Уладзіслаў IV Ваза             |
| 1648—1668, отрёкся                    |         | Ян II Казимир Ваза              | Jonas II Kazimieras Vaza             | Jan II Kazimierz Waza           | Ян II Казімір Ваза             |
| 1669—1673                             |         | Михаил Корибут Вишневецкий      | Mykolas Kaributas Višnioveckis       | Michał Korybut Wiśniowiecki     | Міхась Карыбут-Вішнявецкі      |
| 1673—1696                             |         | Ян III Собеский                 | Jonas III Sobieskis                  | Jan III Sobieski                | Ян III Сабескі                 |
| 1697—1704 1709—1733                   |         | Август II Сильный               | Augustas II Stiprusis                | August II Mocny                 | Аўгуст II Моцны                |
| 1704—1709 1733—1734                   |         | Станислав Лещинский             | Stanislovas Leščinskis               | Stanisław Leszczyński           | Станіслаў I Ляшчынскі          |
| 1734—1763                             |         | Август III                      | Augustas III                         | August III                      | Аўгуст III                     |
| 1764—1795, отрёкся                    |         | Станислав II Август Понятовский | Stanislovas II Augustas Poniatovskis | Stanisław II August Poniatowski | Станіслаў II Аўгуст Панятоўскі |

## Хронология правителей Литвы и ВКЛ в Речи Посполитой
Список (на языке оригинала), согласно официальному документу Речи Посполитой, содержащему хронологию правителей Литвы и Великого княжества Литовского — "Nocolas Gueudeville: Carte de Pologne Avec la Chronologie des Rois et Des Ducs de Lithuanie... Amsterdam 1714 (карты Польши с хронологией королей и великих князей Литвы, изданной в Амстердаме в 1714 году):
1. Palamon
2. Borcus
3. Spr
4. Cunosse
5. Kerneus
6. Zivibond
7. Miugail
8. Skirmon

Les z Fils de Skirmon (фр. три сына Скирмунта)
1. Kukovit
2. Gedrusse
3. Ringolt (1240)
4. Mingog (1262)
5. Stroina (1263)
6. Voisalk (1264)
7. Vatarnus (1267)
8. Swintrorhus
9. Germon
10. Traugusen
11. Narimond
12. Troidane
13. Rimond
14. Viterne (1279)
15. Gedimin (1300)
16. Olgerde

## Титул Великого князя Литовского (1795—1917)
В 1795 году с политической карты исчезла Речь Посполитая, разделённая между Российской империей, Прусским королевством и Австрийским эрцгерцогством.
Правители этих держав добавили к своим традиционным титулам термины, относящиеся к землям в границах бывшей Речи Посполитой. Российские императоры носили, в частности, титулы Великого князя Литовского, Волынского и Подольского, князя Жмудского и Великого князя Полоцкого, Витебского и Мстиславского.